# Brzóstów
Brzóstów [pronunciación en polaco: /ˈbʐustuf/] es un pueblo ubicado en el distrito administrativo de Gmina Będków, dentro del condado de Tomaszów Mazowiecki, Voivodato de Łódź, en el centro de Polonia. Se encuentra a unos 5 kilómetros al este de Będków, a 18 kilómetros al noroeste de Tomaszów Mazowiecki, y a 31 kilómetros al sureste de la capital regional Łódź.